# L'Amie de mon mari

L'Amie de mon mari (All the Good Ones Are Married) est un téléfilm américano-canadien réalisé par Terry Ingram et diffusé le 7 octobre 2007 sur Lifetime.

## Fiche technique
- Réalisation : Terry Ingram
- Scénario : Edithe Swensen, Maria Nation (histoire), d'après le roman de Marion Zola
- Société de production : Peace Arch Entertainment (en) Group
- Durée : 95 minutes
- Pays :  États-Unis,  Canada

## Distribution
- Daryl Hannah : Alex
- Joanna Douglas : Zoe
- James McGowan : Ben
- Emma Taylor-Isherwood : Madison Gold
- Matthew Knight : Luke Gold
- Nick Baillie : Glen Garrity
- Barry Flatman (de) : Jack
- Judy Marshak : Joan
- Morgan Kelly (en) : Trey
- Deborah Odell : Lauren
- Theresa Joy : Kayla
- Joe Chim : Fay
- Edgar George : Policeman
- Kathy Imrie : Marge
- Derek Moran : EMT
- Lana Rose : Young Rose
- Jane Watson : la mère de Zoe